# تئو کوربیانو
تئو کوربیانو (انگلیسی: Theo Corbeanu؛ زادهٔ ۱۷ مهٔ ۲۰۰۲) بازیکن فوتبال اهل کانادا است.
وی همچنین در تیم‌های ملی فوتبال زیر ۱۶ سال و زیر ۱۷ سال رومانی و همچنین بزرگسالان کانادا بازی کرده‌است.